# Kwasowo (przystanek kolejowy)
Kwasowo – zlikwidowany przystanek Sławieńskiej Kolei Powiatowej w Kwasowie w województwie zachodniopomorskim, w Polsce. Przystanek Kwasowo (niem. Quatzow) pojawił się na mapie połączenia kolejowego Sławno - Gołogóra 21 grudnia 1934 roku, kiedy otwarto połączenie w kierunku Polanowa i Gołogóry po przebudowie linii wąskotorowej (750 mm) na linię o prześwicie torów 1435 mm. Przebudowa dotyczyła również zmiany przebiegu linii, odcinek Sławno - Kosierzewo zlikwidowano i rozebrano tory wąskotorówki. Nowy szlak pomijał przystanek Pomiłowo Wąskotorowe oraz Ugacie, ze stacji Sławno, a właściwie z pomocniczego dworca Schlawe Kleinbahnhof pociągi odjeżdżały w kierunku Kosierzewa nasypem prowadzącym do Kwasowa. Przystanek został zlikwidowany w kwietniu 1945 roku.